# Marriott n.º 317
Marriott n.º 317 es un municipio rural canadiense situado en la provincia de Saskatchewan.

## Superficie
Marriott n.º 317 tiene una superficie de 832,54 km².

## Demografía
En 2021, tenía 349 habitantes, una densidad poblacional de 0,4 hab./km², y 135 viviendas.